# 妥明
妥 明（だ めい、Tuo Ming、1788年頃 ‐ 1873年）は、清末の東トルキスタンでのムスリム蜂起の指導者。字は得璘。
甘粛省西寧府西寧県妥家溝出身。イスラム教の中でもジャフリーヤ教団（哲赫林耶、Jahriya）に属しており、金積堡の馬化龍・西寧の馬桂源・粛州の馬文禄らと交わった。
1862年、妥明は嘉峪関を出て東トルキスタンに入り、ジャフリーヤの布教を行うかたわらウルムチ参将の索煥章とともに反清蜂起の計画を練った。当時のウルムチでは都統平瑞が重税を課しており、民衆の不満が高まっていた。その機に乗じて1864年6月12日、妥明と索煥章はウルムチ漢城で蜂起した。ウルムチ漢城を占領した蜂起軍は妥明を王、索煥章を元帥、馬陞を先鋒としてウルムチ満城を包囲した。9月3日、満城は陥落し平瑞以下1万余人の満州人が死亡した。
さらに蜂起軍はサンジ・グチュン・フトビ・マナス・ウス・トルファンなどを占領して、1865年2月に「清真王国」を建立し、ウルムチに王宮を建設した。こうして妥明を王とする清真王国は東トルキスタン北部を支配したが、1868年7月、妥明と元帥の馬陞が対立し、馬陞が殺害されるに至って勢力に衰退の兆しが見られるようになった。
さらにコーカンド・ハン国のヤクブ・ベクがカシュガルに入って勢力を拡大し、1870年にトルファンは陥落、ヤクブ・ベク軍はウルムチに迫った。このときは和議が成立したが、翌年再びヤクブ・ベクがウルムチを攻撃したため、妥明はマナスに逃れ、清真王国は崩壊した。その後、妥明はマナスで病死した。